# Fläckmusseron
Fläckmusseron (Tricholoma fulvum) är en svampart som först beskrevs av Elias Fries, och fick sitt nu gällande namn av Bigeard & H. Guill. 1909. Fläckmusseron ingår i släktet musseroner och familjen Tricholomataceae.  Arten är reproducerande i Sverige. Inga underarter finns listade i Catalogue of Life.